# 1781 Van Biesbroeck
1781 Van Biesbroeck (mednarodno ime je tudi 1781 Van Biesbroeck) je asteroid v glavnem asteroidnem pasu. 

## Odkritje
Asteroid je odkril nemški astronom August Kopff (1882 –1960) 17. oktobra 1906 v Heidelbergu. Poimenovan je po belgijsko-ameriškem astronomu Georgu Van Biesbroecku (1880 – 1974)

## Lastnosti
Asteroid Van Biesbroeck obkroži Sonce v 3,71 letih. Njegova tirnica ima izsrednost 0,108, nagnjena pa je za 6,946° proti ekliptiki .